# 北区議会
北区議会（きたくぎかい）は、東京都北区の地方議会。

## 概要
- 定数：40人
- 選挙区：区全体を1選挙区とする大選挙区制（単記非移譲式）
- 議長：名取秀明（自由民主党議員団）
- 副議長：小田切和信（公明党議員団）

## 会派
2023年5月現在、自民党・公明党・日本維新の会の3会派が区政与党である。
| 会派名                 | 議員数 | 所属党派           | 女性議員数 | 女性議員の割合(％) |
| ---------------------- | ------ | ------------------ | ---------- | ------------------ |
| 自由民主党議員団       | 11     | 自由民主党         | 3          | 27.27              |
| 公明党議員団           | 10     | 公明党             | 2          | 20                 |
| 日本共産党北区議員団   | 7      | 日本共産党         | 5          | 71.43              |
| 立憲クラブ             | 4      | 立憲民主党         | 3          | 75                 |
| 日本維新の会北区議員団 | 3      | 日本維新の会       | 1          | 33.33              |
| 日本維新の会北区議員団 | 3      | 日本維新の会       | 2          | 40                 |
| 無会派                 | 1      | 国民民主党         | 0          | 0                  |
| 無会派                 | 1      | れいわ新選組       | 0          | 0                  |
| 無会派                 | 1      | 都民ファーストの会 | 1          | 100                |
| 無会派                 | 1      | 新社会党           | 0          | 0                  |
| 無会派                 | 1      | 無所属             | 1          | 100                |
| 計                     | 40     |                    | 16         | 40                 |

（2023年5月9日現在）

## 議員報酬等
| 役職     | 議員報酬        | 政務活動費  |
| -------- | --------------- | ----------- |
| 議長     | 月額 92万6200円 | 月額 15万円 |
| 副議長   | 月額 79万5000円 | 月額 15万円 |
| 委員長   | 月額 66万1000円 | 月額 15万円 |
| 副委員長 | 月額 63万3900円 | 月額 15万円 |
| 議員     | 月額 61万6800円 | 月額 15万円 |

- 別途、年2回期末手当あり
- 政務活動費の残金は市に返還する義務がある
- 議員年金は2011年（平成23年）6月1日で廃止されている

## 委員会

### 常任委員会
- 企画総務委員会（定数8名）
- 区民生活委員会（定数8名）
- 健康福祉委員会（定数8名）
- 文教委員会（定数8名）
- 建設委員会（定数8名）

### 議会運営委員会
定数11名。

### 特別委員会
- 地域開発特別委員会（定数14名）
- 防災対策特別委員会（定数13名）
- 都市ブランド推進特別委員会（定数13名）

（2024年9月21日現在）

## 選挙
| 日時          | 有権者数  | 投票率 | 定数 | 立候補者 | 当選者男女比          |
| ------------- | --------- | ------ | ---- | -------- | --------------------- |
| 2023年4月23日 | 281,410人 | 51.61% | 40人 | 55人     | 男性62.5% 女性37.5%   |
| 2019年4月21日 | 281,619人 | 51.74% | 40人 | 52人     | 男性70% 女性30%       |
| 2015年4月26日 | 272,295人 | 48.84% | 40人 | 50人     | 男性75% 女性25%       |
| 2011年4月24日 | 269,306人 | 49.76% | 44人 | 55人     | 男性77.27% 女性22.73% |
| 2007年4月22日 | 267,186人 | 51.3%  | 44人 | 51人     | 男性81.82% 女性18.19% |

## 出身者
- 高木啓（衆議院議員）
- 小野田紀美（参議院議員）
- 花川與惣太（元北区長）
- 斉藤里恵（東京都議会議員）
- 山田加奈子（北区長）

## 事件・不祥事
- 2021年11月9日、榎本一は上野駅付近に車をとめていたところ、パトロール中の警察官の職務質問を受けた。尿検査で覚醒剤の陽性反応が出たため、覚醒剤取締法違反の疑いで逮捕された[5]。11月30日に覚醒剤取締法違反の罪（使用）で起訴。12月16日、辞職願を提出。同日付で辞職が許可された[6][7]。

## その他
- 2020年7月5日に行われた東京都議会議員北区選挙区の補欠選挙に、山田加奈子が自民党公認で立候補。このため山田は区議を辞職した。なお、同補欠選挙は候補者5人全員が女性だったことで注目を浴び、山田が都議に初当選を果たした[8]。